# Глуфишево
Глуфишево е село в Югоизточна България. То се намира в община Сливен, област Сливен.

## Етимология
Името на селото произлиза от корена глух, поради което понякога е наричано Глухишево. С подобен корен е името на друго сливенско село – Глушник.

## История
Селище или друг вид археологически обект вероятно възниква през новокаменната епоха в по-ниските части на землището на селото. В землището на селото са откривани множество археологически находки, сред които лемежи и монети от времето на Юстиниан I. Близо до селото са открити останките на постоянно укрепление с две четвъртити кули.
Крепостта се датира от II век от Христа по основите на зида на кулата. Тогава е управлението на така наречените," Петимата добри императори"! Можем да отнесем строежа на крепостта по време на управлението на император Публий Адриан, защото той нарежда построяването на Адрианопол ( Одрин ),в периода 126-136г.,а и започва изграждането на вътрешната пътна мрежа с цел да се укрепят връзките между различните територии на империята по заповед на императора са ремонтирани и подобрени пътищата и съобщенията, реформирана е и дейността на държавната поща. Та крепостта над селото е възможно да е една възлова пощенска станция свързваща кореспонденцията между градовете Адрианопол(Одрин) с Никополис ад Иструм, Филипопол, Диоклецианопол, Августа Траяна, Кабиле и Аполония Понтика. Охранявана е от една максимум две войскови Манипули.  Според опазените  основи на върха се вижда, че по тези места е съществувало едно пространствено укрепление от  две четвъртити кули от които южната има 72 кв.. зидове с  1,30 м дебелина. От това място се види Сливенска област  връх Чумерна Източния Балкан и Зайчи връх .Това укрепление види се че е служило за защита на селище което се е на на югозападната страна от укреплението. По тези  места се намират тухли, керемиди, човешки кости , конски и свински зъби пръстени и др. Стари монети които често се намират по тези места са  римски и византийски на императорите  Максимий Юстиниан и др.
1. ↑  www.grao.bg
2. ↑  Табаков, Симеон. История на град Сливен.   1911. с. 567.
3. ↑  Ценни археологически находки са открити край с.Глуфишево //   Sliven-News, 6 ноември 2023.
4. ↑  Лишев, Страшимир. За проникването и ролята на парите във феодална България.   БАН, 1958. с. 21.
5. ↑  Шкорпил, Карел, Шкорпил, Владислав. Нѣкои бѣлѣжки вьрху археологическитѣ и историческитѣ изслѣдования в Тракия.   1885. с. 46.
6. ↑  Шкорпил, Карел, Владислав. Нѣкои бѣлѣжки вьрху археологическитѣ и историческитѣ изслѣдования в Тракия. 1885. с. 46.47.   Пловдив, Областна печатница, 1884. с. 46 и 47 страници.

Показване на по-малко

## Култура
В селото се намира народно читалище „Изгрев-1936“.